# Ospriocerus parksi
Ospriocerus parksi là một loài ruồi trong họ Asilidae. Ospriocerus parksi được Bromley miêu tả năm 1934. Loài này phân bố ở vùng Tân Bắc giới.